# Federico Baena Solís
Federico Baena Solís (2 de marzo de 1917-18 de junio de 1996) fue compositor mexicano y fundador de la Sociedad de Autores y Compositores de Música, y autor de boleros exitosos como 'Que te vaya bien', 'En qué quedamos', 'Vagabundo', 'Cuatro cirios', 'Triunfamos', 'Ay, cariño' y 'Cuatro palabras'.[cita requerida]

## Datos biográficos
Hijo de Eva Solís (originaria de Puebla) y Tomás Baena García (de Santander, España). Vivió sus primeros años en San Martín Texmelucan y en la ciudad de Puebla, hasta que a los 12 años de edad se trasladó con su familia a la Ciudad de México. Siendo aún muy pequeño se hizo evidente su gusto por la música, vocación en la que se ocupó toda la vida, habiendo estudiado para ello en la Facultad de Música de la Universidad Nacional Autónoma de México de 1937 a 1944. Perfeccionó sus conocimientos con los maestros Rodolfo Halffter, Juan B. Fuentes, José F. Vázquez y Jam Kums. También estudió violín con José Rocabruna y violín y viola con Smilovitz, Froelich y Vladimir Vulman, mientras que del piano fue autodidacta.[cita requerida]
Se inició profesionalmente como violinista de la Orquesta Sinfónica de la Escuela Nacional de Música. Su primera obra musical fue Te amé, compuesta en 1939 (aún inédita). La primera composición publicada en 1941 fue Te vas porque quieres.[cita requerida]
En 1941 logró vincularse a la XEW como pianista, conociendo entonces a Las Hermanas Águila, quienes le grabaron su primera canción titulada Que te vaya bien y poco tiempo después En qué quedamos, ambos grandes éxitos radiofónicos en 1942. Pronto se le conoció como "El compositor de las frases hechas", debido a que los títulos de sus canciones retomaban expresiones populares que, de regreso, terminaban pintadas o referidas en camiones y automóviles aludiendo a los éxitos musicales de Baena. Destacó como arreglista, director de orquesta y también compuso música para más de 30 películas, entre las que se cuentan Monte de Piedad, Los Hijos de Nadie y Tres hombres en mi vida.
Recibió diversos reconocimientos como la Rosa de Oro y la Fuente de Plata, ambas otorgadas por la Presidencia de México en 1962, al resultar triunfador en el Primer Festival de la Canción Mexicana (organizado por la disquera RCA) con el tema Ay, cariño, que interpretó Marco Antonio Muñiz. También recibió la medalla Agustín Lara de la Sociedad de Autores y Compositores de México (SACM) por sus 50 años de compositor.[cita requerida]
Entre los intérpretes más importantes de las canciones de Federico Baena están Javier Solís, Las Hermanas Águila, María Luisa Landín,  Marilú, Emilio Tuero, Olga Guillot, Amparo Montes, Las Hermanas Hernández, Bobby Capo, Rafael Cárdenas, Los Tres Caballeros, Los Tecolines, Los Panchos, Los Dandys, Los Tres Ases, La Sonora Santanera, Pedro Vargas, Daniel Santos, Lupita Palomera, Nelson Ned, Chavela Vargas, Tania Libertad, Eugenia León, Vicente Fernández, entre otros.[cita requerida]
También compuso música clásica y sinfónica: 12 preludios para piano, varias piezas para violín y un concierto para viola y orquesta.

### Canciones destacadas
- Que te vaya bien
- Vagabundo
- En qué quedamos
- Te vas porque quieres
- Yo vivo mi vida
- Vete por favor
- Ay, cariño
- Cuatro cirios
- Triunfamos
- Cuatro palabras
- Árbol sin hojas
- Todo se paga
- Cuando me pierdas
- Dímelo con besos
- No me olvides nunca
- Si vieras
- Por eso te perdono
- Yo soy tu pasado
- No llores corazón
- Ven, ven
- Pídele a Dios
- Ven otra vez
- Sensación
- Jamás, jamás
- Doce campanadas
- Qué tal te fue
- Tres problemas
- Que no te cuenten cuentos
- Anoche platicamos
- Ni una palabra más
- Ya no lo pienses tanto
- No te preocupes
- Tómalo con calma

"El maestro Baena se definía a sí mismo como poseedor de un buen sentido del humor, de carácter tranquilo, leal, algo voluble y bastante nostálgico y romántico, a lo cual podemos añadir gran sensibilidad, nobleza y carácter firme" (en la biografía del compositor en el sitio web de la Sociedad de Autores y Compositores de México).
Ricardo el Vate López Méndez llegó a decir que «Agustín Lara le cantó a la mujer. Gonzalo Curiel, al amor. Federico Baena, al problema».
Falleció el 18 de junio de 1996. Sus cenizas reposan en la Iglesia de Nuestra Señora de la Esperanza en la Ciudad de México.

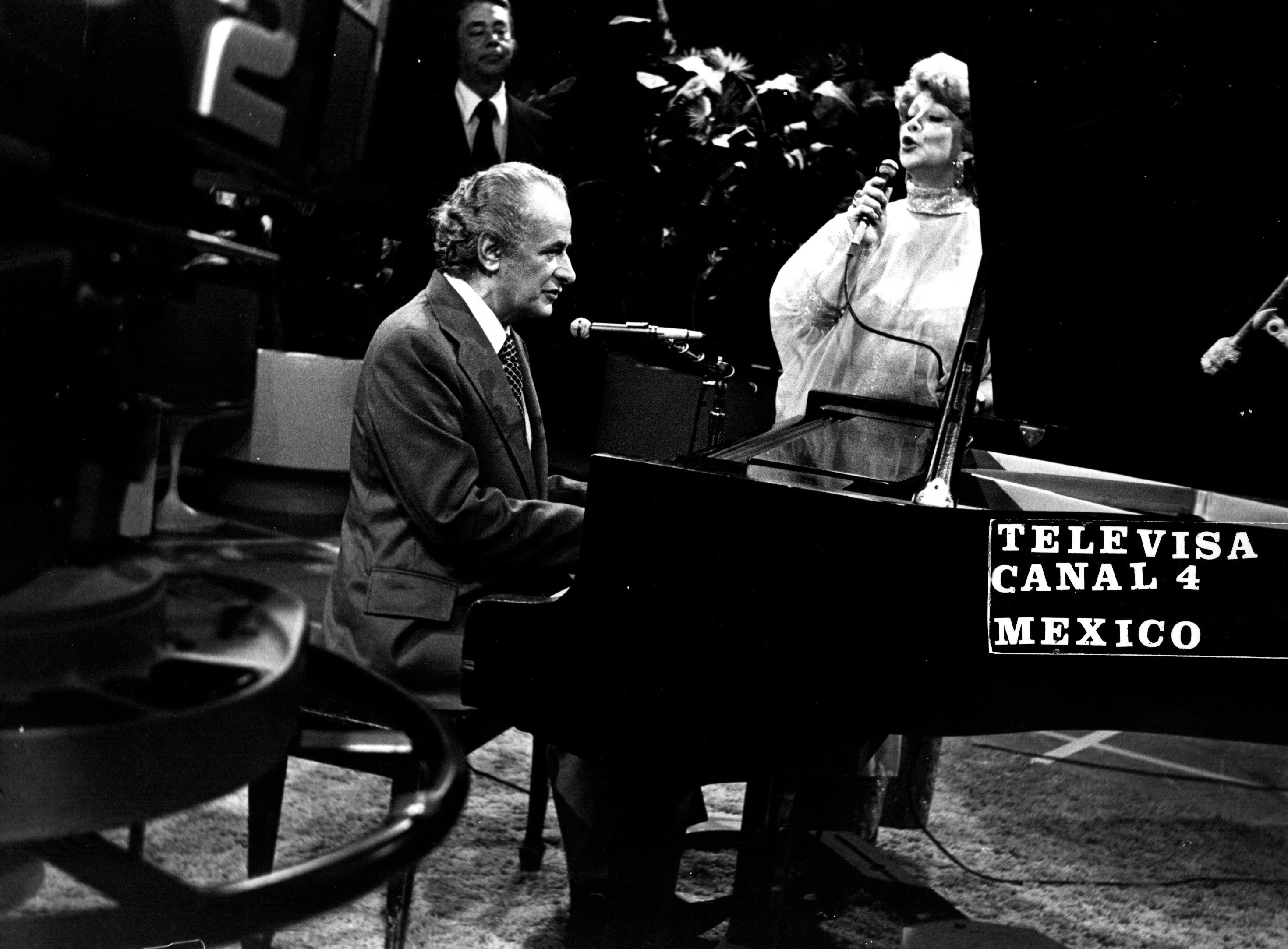
Federico Baena canta en la televisión mexicana